# Herzschrittmacher

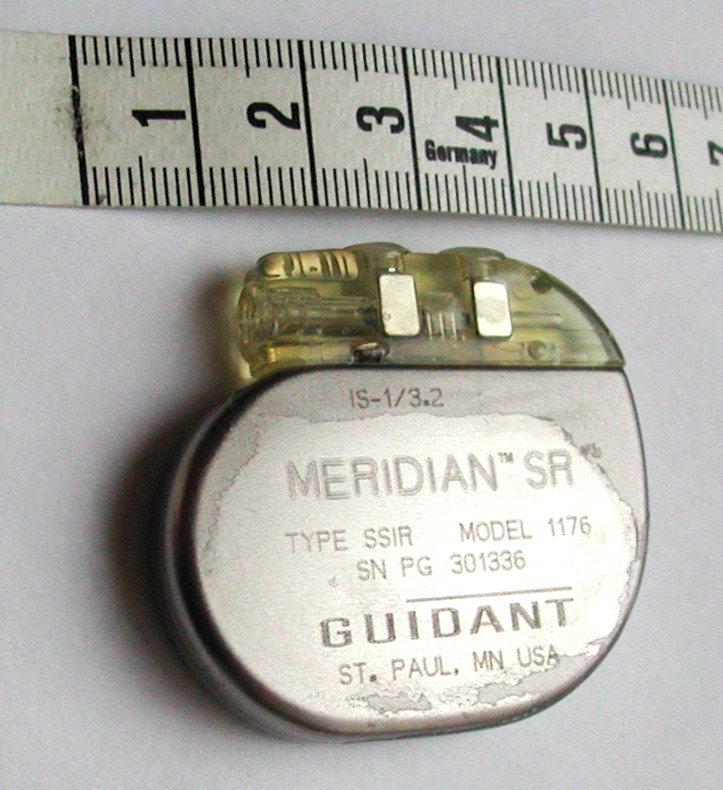
Einkammerschrittmacher der Fa. Guidant (explantiert nach Batterieerschöpfung), Foto von 2005

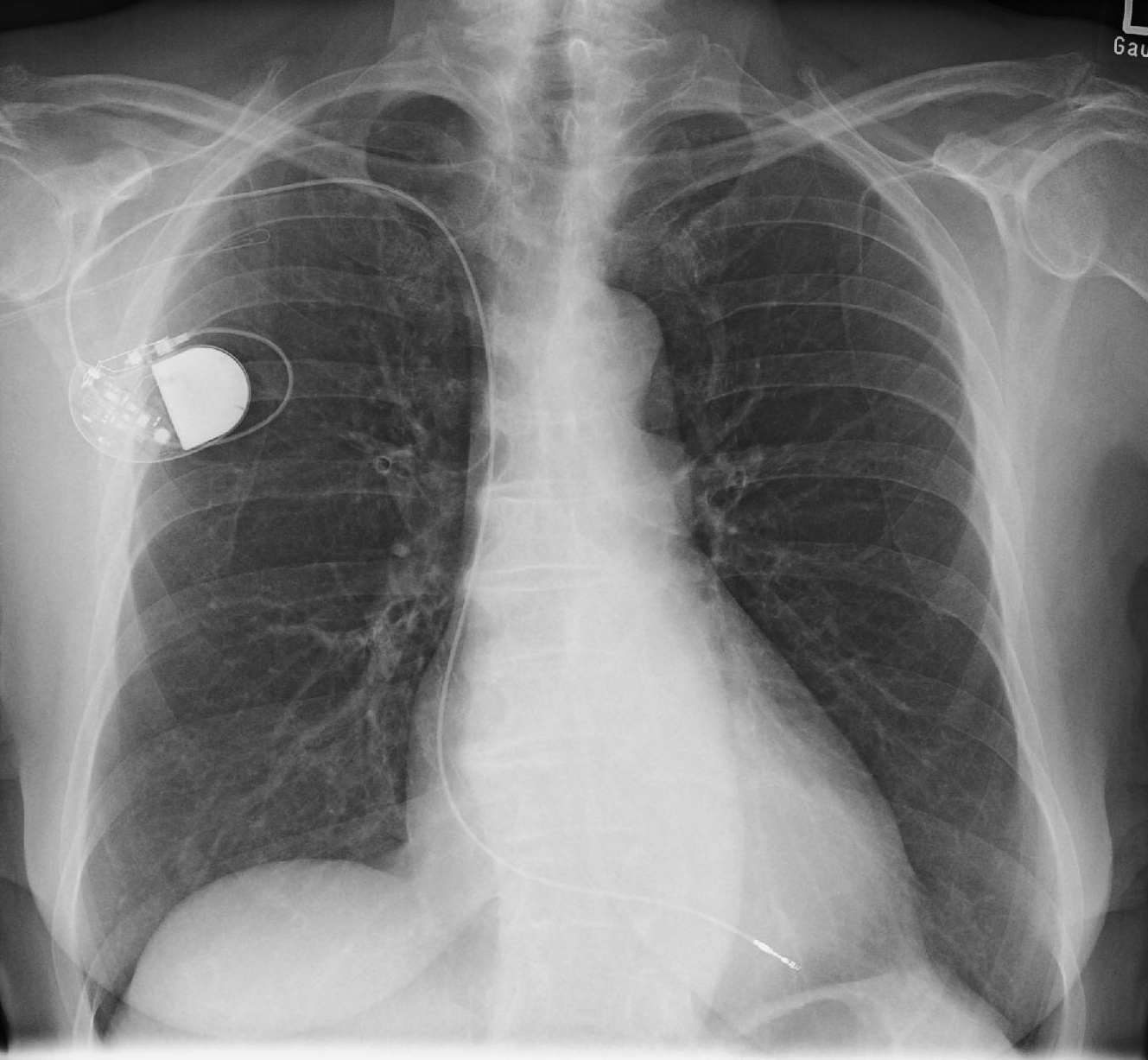
Einkammer-Herzschrittmacher (VVI) auf einem Röntgenbild

Ein Herzschrittmacher (HSM) oder Pacemaker (PM) (englisch für ‚Schrittmacher‘) ist ein elektronischer Impulsgenerator zur (meist regelmäßigen) elektrischen Stimulation (Anregung) des Herzmuskels zur Kontraktion. Das Gerät dient der Behandlung von Patienten mit zu langsamen Herzschlägen (bradykarde Rhythmusstörungen).
Biologisch sind im Herzen der Sinusknoten und gegebenenfalls sekundär der Atrioventrikularknoten die „natürlichen Schrittmacher“ bzw. Taktgeber für die Herzschlagfrequenz. Der Begriff „Herzschrittmacher“ wird jedoch überwiegend für die künstlichen Geräte verwendet. Im Jahr 2009 wurden weltweit mehr als 737.000 Herzschrittmacher neu implantiert und 264.000 alte Geräte durch neue ersetzt. Wenige Jahre später wurde die Gesamtzahl bereits auf 1,25 Millionen geschätzt. In Deutschland wird die Zahl der chirurgischen Eingriffe zur Implantation eines Herzschrittmachers für das Jahr 2020 auf knapp 99.000 geschätzt, nach etwas weniger als 103.000 Eingriffen im Jahr 2019.

## Geschichte

### Erste externe Herzschrittmacher
In den 1950er Jahren wurden erste externe Herzschrittmacher entworfen, unter anderem 1951 von dem Kanadier Wilfred Gordon Bigelow und 1952 von dem US-Amerikaner Paul Maurice Zoll, der in diesem Jahr über die erste erfolgreiche Anwendung eines Herzschrittmachers beim Menschen berichtete. Für eine Implantation waren diese Geräte allerdings zu groß. Sie hatten etwa die Größe eines damaligen Fernsehgerätes, und der Patient musste das Gerät auf Rollen vor sich herschieben.

### Erste Implantationen
Tragbare Herzschrittmacher wurden 1957 von Earl Bakken, dem Gründer von Medtronic, entwickelt und konnten z. B. um den Hals getragen werden.

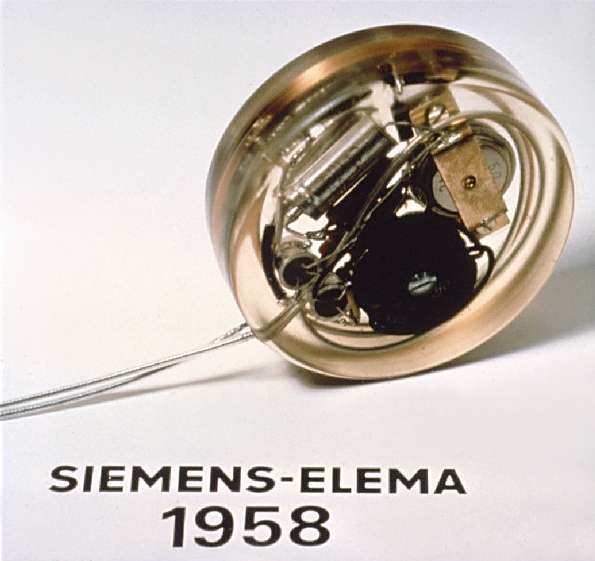
Erster implantierbarer Herzschrittmacher

Der erste vollständig in den menschlichen Körper eingebettete Herzschrittmacher wurde am 8. Oktober 1958 von dem Arzt Åke Senning und dem Ingenieur der Firma Siemens Elema, Rune Elmqvist, in Stockholm dem Patienten Arne Larsson eingepflanzt. Beide glaubten damals nicht an den langfristigen Erfolg der Herzschrittmacher. Das Gerät bestand aus zwei Transistoren, die in einer Kippschaltung arbeiteten, einem Nickel-Cadmium-Akkumulator und einer Spule zum externen Aufladen dieses Akkumulators. Die Kapazität des Akkumulators war bereits nach kurzer Dauer erschöpft. Die elektronischen Bauelemente wurden in einer Schuhcremedose mit Epoxidharz vergossen. Die benötigten Elektroden, die die Stimulationsenergie an das Herz abgaben, waren fest mit dem Schrittmacher verbunden.
Im selben Jahr stellte Seymour Furman (1931–2006) fest, dass die erforderliche Stromstärke viel niedriger ist, wenn die Elektrode in die Herzkammer eingeführt wird und dort die Muskulatur direkt reizt. Am 16. Juli 1958 führte Furman, der zu dieser Zeit Assistenzarzt in der Allgemeinchirurgie war, im Montefiore Hospital in New York erstmals eine transvenöse Elektrode in die rechte Herzhauptkammer eines Patienten mit vollständigem atrioventrikulärem Block ein. Unter Verwendung der Röntgendurchleuchtung wurde die Elektrode über die Vena basilica mediana in den rechten Ventrikel eingeführt. Der Patient unterzog sich zuvor einer Dickdarmresektion aufgrund eines bösartigen Tumors. Der Schrittmacher wurde mit herkömmlichem Wechselstrom betrieben und das Elektrodensystem bestand aus einer massiven Kupferdrahtleitung mit einer unbeschichteten Klemmenspitze, ergänzt durch einen Hautdraht, um den Stromkreis zu schließen. Im selben Jahr wurde das erste handelsübliche Herzschrittmachermodell von Wilson Greatbatch zum Patent angemeldet und 1960 berichtete William M. Chardack über den ersten erfolgreichen Einsatz dieses mit Quecksilberbatterien versehenen Geräts. Zu den Mitentwicklern des ersten Herzschrittmachers (und des ersten transthorakalen Defibrillators) in Deutschland gehören H. A. Dittmar, G. E. Friese und Egbert Nusser (* 1927).
In Deutschland implantierte Heinz-Joachim Sykosch (1926–2017) am 6. Oktober 1961 am Universitätsklinikum Düsseldorf den ersten rund 300 Gramm schweren Herzschrittmacher vom Typ Medtronic CHARDACK-GREATBATCH 5850, gegen den ausdrücklichen Willen seines damaligen Vorgesetzten. Empfänger war der 19-jährige Hans Gerd Finkentey († 1987), der nach einem Motorradunfall in Lebensgefahr schwebte. Die Operation erfolge damals am offenen Herzen, der Brustraum musste aufgesägt werden. Der Herzschrittmacher war mit zehn Zinkoxid-Batterien bestückt mit einer Gesamtlaufzeit von ungefähr 18 Monaten. In Österreich wurde der erste Schrittmacher im Jahr 1963 am Allgemeinen Krankenhaus der Stadt Wien (AKH) eingesetzt.

### Radionuklidbatterien

#### Plutonium-Herzschrittmacher

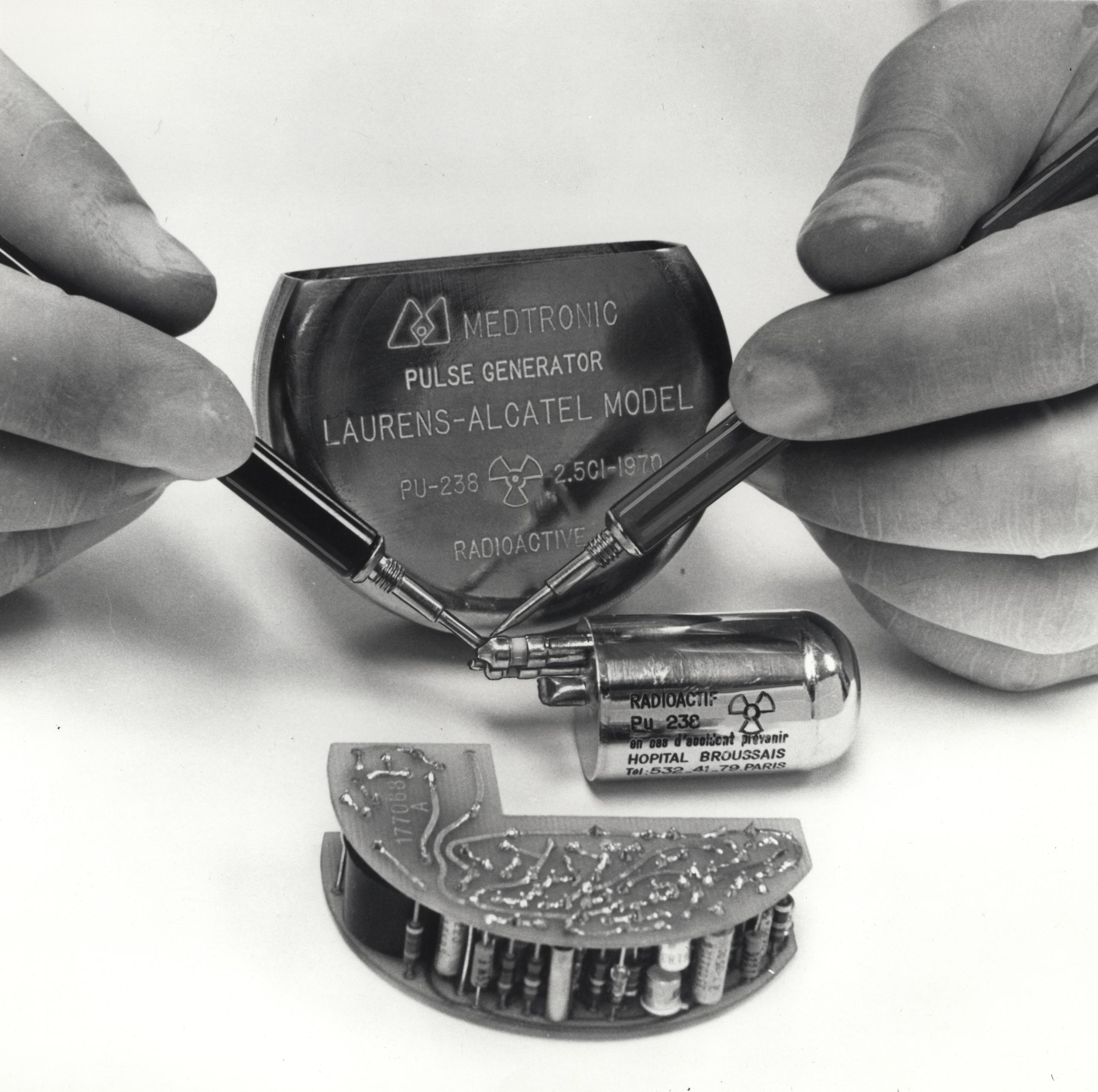
Plutonium-Herzschrittmacher Laurens-Alcatel-Model von Medtronic

Da die ersten Schrittmacher nur kurze Batterielaufzeiten hatten, wurden danach Schrittmacher mit Radionuklidbatterie als radioaktive Energiequellen, welche die benötigte elektrische Energie aus der Zerfallswärme von etwa 200 Milligramm Plutonium 238Pu gewannen, implantiert. Diese „Atomschrittmacher“ wurden beim Menschen erstmals 1971 in Frankreich und zwischen 1971 und 1976 auch in Westdeutschland Patienten implantiert. Einige waren 2009 noch im Einsatz.
In der Sowjetunion wurden Plutonium-Herzschrittmacher noch bis Mitte der 1980er Jahre implantiert.
Vorteile für die Patienten waren dabei vor allem, dass durch die Langlebigkeit der Batterien keine Elektroden durch die Haut nach außen geführt werden mussten. Dadurch entfiel die Wundpflege. Außerdem entfielen die psychisch belastenden Aufladezyklen.
Die in Deutschland implantierten plutoniumhaltigen Herzschrittmacher waren zudem in einem Register des Bundesamtes für Strahlenschutz (BfS) erfasst worden. 2014 waren noch zwei lebende Personen registriert, denen 1972 Herzschrittmacher mit Plutonium-238 implantiert wurden und die diese noch in sich trugen.
Das BfS diskutiert in einer Untersuchung die Strahlenbelastung des Trägers und die Umweltbelastung durch unsachgemäße Entsorgung des Aggregats.

#### Promethium-Herzschrittmacher
Der von der Firma Biotronik 1970 produzierte Herzschrittmacher benutzte die durch den Betazerfall des natürlich vorkommenden Promethium-Nuklids 147Pm emittierten Elektronen zur Stromerzeugung (Betavoltaikbatterie) und erreichte damit immerhin eine theoretische Laufzeit von 10 Jahren bei geringerem Materialpreis und geringerem Gefährdungspotential im Vergleich zu Plutonium.
Für Promethium-Herzschrittmacher gelten weniger strenge Auflagen als für Plutonium-Herzschrittmacher.

### Skandal um Herzschrittmacherentnahmen 1976–1979
Ab 1976 gingen bei den Staatsanwaltschaften in Köln und Frankfurt am Main anonyme Anzeigen ein, wonach es konkrete Verdachtsfälle gab, dass Herzschrittmacher unerlaubt aus Leichen entfernt, überholt und in gebrauchtem Zustand Herzkranken wieder eingesetzt wurden. Die Patienten wurden darüber nicht informiert. Am 11. Februar 1977 riet der Verband leitender Krankenhausärztinnen und -ärzte seinen Mitgliedern „nachdrücklich“ davon ab, für die Wiederverwendung alter Herzschrittmacher Geld von Medizintechnikfirmen zu kassieren. Bekannt durch Ermittlungen wurde dabei das Medizintechnikunternehmen Ernst-Günter Lehmann, Elektro-Medizinische Apparate GmbH in Rösrath bei Köln, das nachweislich die Herzschrittmacher verstorbener Patienten von Ärzten für ein „Honorar“ von bis zu 2600 DM pro Stück erworben und die gebrauchten Geräte zum Neupreis wieder verkauft hatte. Dabei handelte es sich überwiegend um Herzschrittmacher des niederländischen Unternehmens Vitatron. So erhielt ein Oberarzt in Karlsruhe für 46 Herzschrittmacher der Marke Vitatron, die er im Zeitraum 1. Juli 1976 bis 31. Dezember 1976 implantiert hatte, genau 2971,29 DM von dem Unternehmen Ernst-Günter Lehmann, Elektro-Medizinische Apparate GmbH als Gutschrift. Herzspezialisten wie Heinz-Joachim Sykosch, zugleich damaliger Präsident der „Gesellschaft für Herzschrittmacher e. V.“, sah dabei „keinerlei medizinische Bedenken“ gegen Entnahme und Wiederverwendung von Impulsgebern, allerdings ohne jede „Geschäftemacherei“. „Derart kostspielige Geräte“ sollten nach Ansicht des Mediziners „nicht einfach auf den Müll geworfen oder ins Grab gegeben werden.“ Die Barmer Ersatzkasse hielt die Entnahme und den Neueinsatz der Herzschrittmacher auch für rechtlich nicht strittig, da diese nicht mit der Entnahme und Verpflanzung von Körperorganen vergleichbar waren wie bei einem schweren Eingriff, etwa einer Autopsie. Die Krankenkassen sahen die Herzschrittmacher bei verstorbenen Patienten wieder als ihr Eigentum an und verlangten Mitteilungen der Mediziner über Entnahmen, damit nicht erneut die Kosten für die Herzschrittmacher abgerechnet werden. In anderen europäischen Staaten und in den USA gab es in den 1970er Jahren bereits gesetzliche Regelungen zur Wiederverwendung von Herzschrittmachern, wo es ein Verbot zur Wiederverwendung von gebrauchten Herzschrittmachern gab. Bis 1979 ermittelte die Staatsanwaltschaft Köln gegen Ärzte und Assistenten, Pfleger und Schwestern in kommunalen und kirchlichen Kliniken, in Kreis- und Universitätskrankenhäusern, in privaten Anstalten und in solchen des Roten Kreuzes. Darunter das Kreiskrankenhaus in Wolfach, das Elisabeth-Krankenhaus in Kassel, die Klinik der Medizinischen Hochschule Hannover und das Dreifaltigkeits-Hospital Lippstadt. Die meisten beschuldigten Mediziner aus den Ermittlungen zahlten Bußgelder zwischen 2000 DM und 25.000 DM nach § 153 StPO wegen „geringer Schuld des Täters“. Rund 400.000 DM an Bußgeldern gingen dabei an gemeinnützige Organisationen. Heute ist die Entfernung eines Herzschrittmachers ohne Zustimmung des Verstorbenen oder seiner Angehörigen nach § 168 des Strafgesetzbuches wegen Störung der Totenruhe strafbar. Auch die Explantation aus Toten, die einer Feuerbestattung zugeführt werden – früher rechtlich aufgrund des Batteriegesetzes (vor 2009: der Batterieverordnung) vorgeschrieben – ist bei den meisten modernen Krematorien heute nicht mehr erforderlich.

## Funktion
Neuere Schrittmacher haben darüber hinaus weitere Einsatzbereiche:
- Herzrhythmusstörungen des Patienten aufzeichnen (Holterfunktionen)
- Leitungsstörung zwischen Vorhof und Kammer (AV-Block) überbrücken (getriggerte Stimulation)
- bei Linksschenkelblock und reduzierter Kammerfunktion die Pumpfunktion des Herzens durch bi- oder linksventrikuläre Stimulation verbessern (Kardiale Resynchronisationstherapie (CRT, von engl. Cardiac Resynchronisation Therapy))
- Schlagfolge an die Körperaktivität des Patienten anpassen (frequenzadaptiver Schrittmacher)
- Vorhofrhythmusstörungen (z. B. Vorhofflimmern) vermeiden helfen, unter anderem durch rechtzeitige Stimulation (präventives Pacing)

Die Funktionen eines Herzschrittmachers sind auch in implantierbare Defibrillatoren (ICDs) integriert, da nach erfolgter Elektroschocktherapie die Herzeigenaktionen häufig zu langsam sind oder erst nach einer gewissen Pause wieder einsetzen, sowie für Patienten, die ohnehin zusätzlich eine antibradykarde Stimulation durch einen Herzschrittmacher benötigen. Durch diese Kombination wird die Implantation eines zweiten Gerätes sowie die problematische Abstimmung von zwei Geräten vermieden.
Herzschrittmacher sind nach langen Jahren der technischen Verbesserung mittlerweile sichere und gut funktionierende Systeme, welche die chronische Medikamentenbehandlung von langsamen Herzrhythmusstörungen praktisch überflüssig gemacht haben. Das Durchschnittsalter der Patienten bei der Erstimplantation beträgt 75 Jahre.
Das Gerät, im Volksmund oft fälschlicherweise als „Batterie“ bezeichnet, besteht aus einer Lithium-Iod-Batterie oder Lithium-Kohlenstoffmonofluorid-Batterie zur Energieversorgung und der Elektronik zur Steuerung der Funktionen. Beide sind in einem gemeinsamen Gehäuse untergebracht. Ein moderner Herzschrittmacher hat eine Funktionsdauer zwischen fünf und zwölf Jahren, durchschnittlich sind es acht Jahre. In Einzelfällen wurde eine Funktionsdauer von über 19 Jahren erreicht. Ist die zuverlässige Funktion nicht mehr gewährleistet, wird in einem kleinen operativen Eingriff ein Gerätewechsel durchgeführt. Der Austausch ist dank genormter Elektrodensteckverbinder (IS-1-Standard) inzwischen nicht mehr aufwendig.
Das Langzeit-Überleben von Schrittmacherpatienten ist im Wesentlichen sehr gut und primär von der Grunderkrankung bei der Implantation, dem Alter und dem Geschlecht abhängig.

## Aufbau

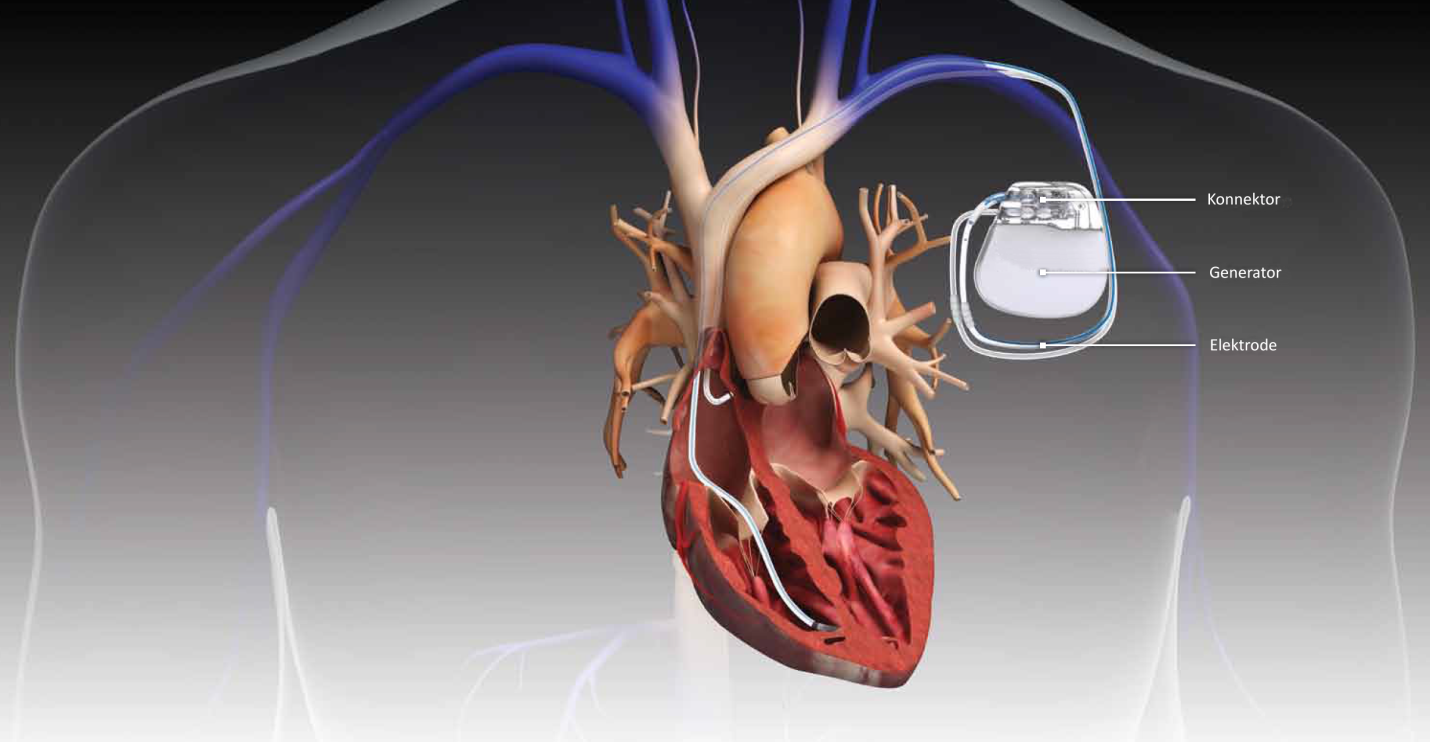
Implantierter Herzschrittmacher

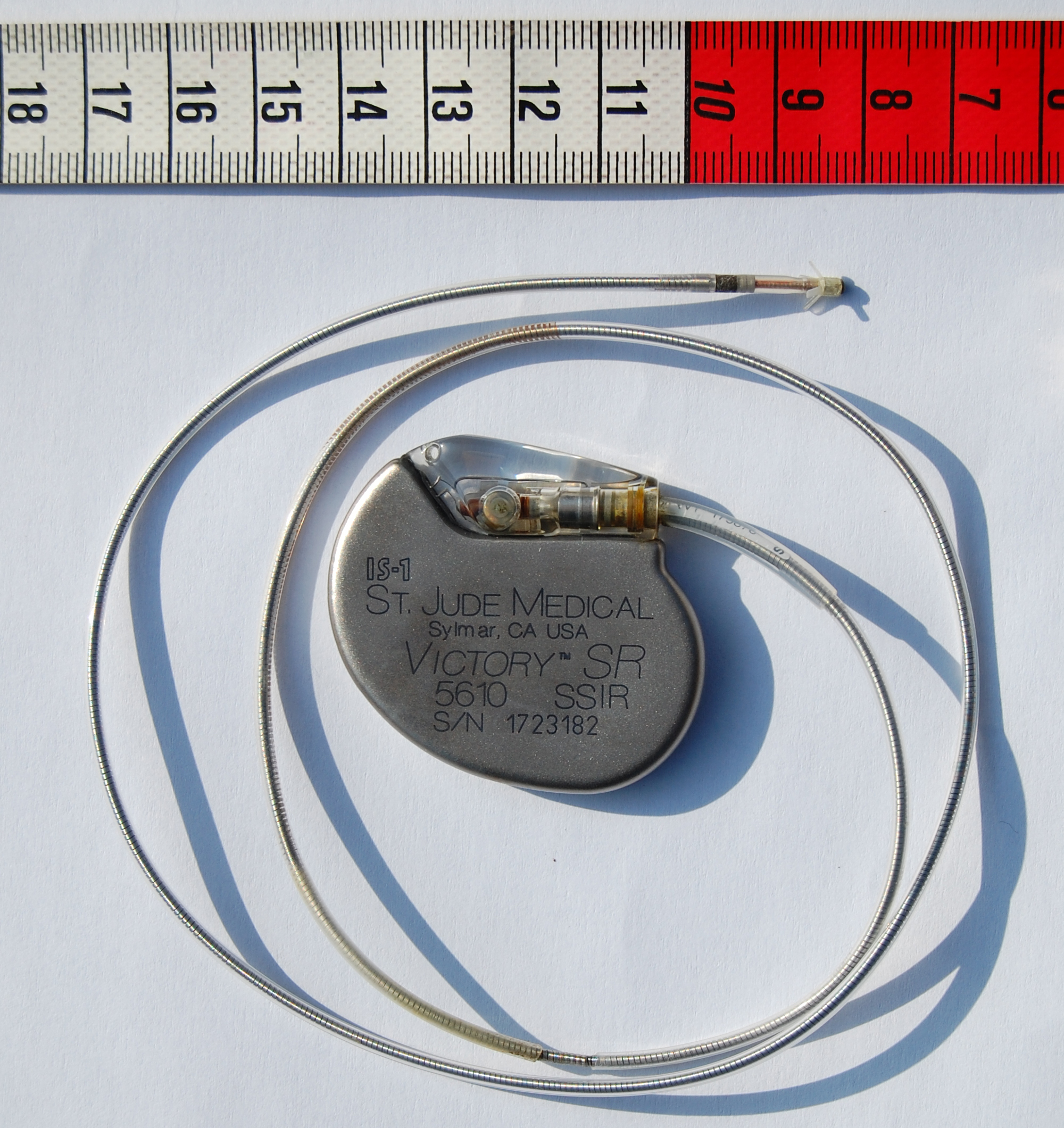
Herzschrittmacher mit Elektrode

Ein Schrittmacher besteht aus dem Impulsgeber (batteriebetriebenes Gerät, Aggregat) und der Elektrode (Sonde), die den Impulsgeber mit der Kammer verbindet. Die Elektrode leitet elektrische Impulse zum Herzen und Signale des Herzens wieder zum Impulsgeber zurück. Dadurch wird die Leistung des Herzschrittmachers gesteuert.

### Aggregat und Antrieb
Die Hauptkomponente (das Aggregat) eines permanenten (fest eingepflanzten) Herzschrittmachers enthält die Batterie, den Impulsgeber und die Steuerelektronik. Heute werden ausschließlich Lithium-Iod-Batterien verwendet. Lithium-Iod-Batterien sind Feststoffbatterien ohne flüssige Bestandteile, welche eigensicher sind und prinzipbedingt nicht „auslaufen“ können und nur eine sehr geringe Selbstentladung aufweisen.
Die ersten dauerhaften Herzschrittmacher benutzten aufladbare Akkumulatoren, die nach wenigen Stunden Betrieb von außen aufgeladen werden mussten. Später wurden nicht aufladbare Quecksilberoxid-Zink-Batterien verwendet, die einige Monate bis zu drei Jahren Dienst taten und wegen des Elektrolyts schwierig hermetisch abzudichten waren. Für kurze Zeit wurden Radioisotopengeneratoren verbaut, die Plutonium enthielten. Bald danach setzten sich die Lithium-Iod-Batterien endgültig durch.

### Elektrode
Die Schrittmacherelektrode oder auch Sonde verbindet das Herz mit dem Schrittmacher. Eine Sonde besteht aus einem Konnektor, dem Elektrodenleiter und der Elektrodenspitze. Der Elektrodenkopf stellt das finale Verbindungsstück des Schrittmachersystems mit dem Herzen dar. Somit sind sein Aufbau und die Befestigung am Myokard verantwortlich für die optimale Funktion der Elektrode. Der Elektrodenkopf kann mit verschiedenen Fixationsmethoden am Herzmuskel befestigt werden. Die Verankerung der Elektrode lässt sich in passive und aktive Fixierungsmechanismen unterteilen. Zu den aktiven Fixierungsmethoden gehört die Schraubelektrode, die aktiv in das Myokard eingeschraubt wird. Bei der passiven Fixierung, wie etwa der Ankerelektrode, wird das widerhakenähnliche System im Trabekelwerk (stark gegliederte Oberfläche der rechten Herzkammer) verankert. Aktiv und passiv fixierte Sonden werden heutzutage meist transvenös zum rechten Herzen geführt. Dabei werden beide Elektrodentypen mit einem speziellen Draht gelegt, einem sogenannten Mandrin, der in das Lumen der Schrittmacherelektrode eingeführt und nach der Implantation wieder entfernt wird. Durch eine so endokardial eingebrachte Elektrode erfolgt eine Stimulation der Herzinnenseite.
Je nach Bauart der Schrittmacherelektrode wird weiter unterschieden nach:
- Polarität (unipolare/bipolare)
- Fixationsmechanismus (aktiv/passiv)
- Formfaktor (gerade/vorgebogen)
- Stimulations-/Wahrnehmungsort (atrial/ventrikulär/VDD-Elektroden)

### Programmiereinheit
Die Einstellung erfolgt bei implantierten Schrittmachern drahtlos und bidirektional üblicherweise durch ein auf den Brustkorb aufgelegtes Abfragegerät, berührungslose Funkübertragung findet auch Verwendung. Externe Schrittmacher werden direkt am Gerät eingestellt.

## Funktionsweise
Herzschrittmacher sind an Elektroden angeschlossen, die gleichzeitig sowohl zur Wahrnehmung der Herzfunktion als auch zur Stimulation dienen. Über diese Elektroden wird ein EKG aufgenommen und ausgewertet. Je nach Einsatzzweck und Aufbau werden verschiedene Signale aus dem EKG als Trigger verwendet. Häufig wird der QRS-Komplex aus dem EKG als Trigger verwendet, um den Herzschlag zu detektieren. Wird innerhalb einer einstellbaren Zeitdauer kein Herzschlag detektiert, folgt eine Stimulation mit einem elektrischen Impuls.

## Komplikationsmöglichkeiten
- Stimulationsausfall
- Herzmuskelverletzung (Myokardperforation) durch die Elektroden
- Herzrhythmusstörungen (Vorhofflimmern, Kammerflimmern)
- Speiseröhrenverletzung bei transösophagealer Stimulation
- Thrombophlebitis bei intrakardialer Stimulation
- Verknotung und Elektrodendislokation bei intrakardialer Stimulation,[37] Twiddler-Syndrom

## Typen
Es gibt verschiedene Arten von Herzschrittmachern, die sich zum Beispiel nach dem Ort der Stimulation in fünf Typen einteilen lassen:
- Transkutane Stimulation (externer, nichtinvasiver Schrittmacher): Über große, aufklebbare Elektroden wird ein Stromstoß durch die Haut gegeben, der das Herz stimuliert. Aufgrund des großen Abstandes zwischen Elektroden und Herz sind große Stromstärken notwendig, die zu einer unerwünschten Stimulation der Skelettmuskulatur führen. Daher ist dieses Verfahren nur im Notfall sinnvoll und praktikabel und der Patient sollte mit einer Analgosedierung abgeschirmt werden.
- Ösophagus-Stimulation: Dabei handelt es sich um ein minimal-invasives Verfahren, bei dem eine Elektrode durch die Speiseröhre bis zur Höhe des Herzens geschoben wird. Die Stimulation ist schmerzhaft und wird daher selten durchgeführt, vorwiegend zu diagnostischen Zwecken (aufgrund der atrialen Lage ist eine bessere Differenzierung von Vorhof- und Kammer-Aktion möglich). Das Verfahren fand keine wesentliche Verbreitung.
- Vorübergehende intrakardiale Stimulation: Es wird über eine größere Vene (Vena basilica, Drosselvene, Schlüsselbeinvene oder Vena anonyma) eine Schrittmachersonde (mit Kammerelektrode bzw. Vorhofelektrode)[38] in die rechte Herzhälfte eingeführt, bei Operationen am offenen Herzen wird die Elektrode direkt am Herzen fixiert. Die Pulsgenerierung erfolgt über einen externen Stimulator. Dieses Verfahren ist wegen der im Vergleich zu anderen Typen erhöhten Infektionsgefahr und dem Risiko einer Endokarditis[39] nur zur vorübergehenden Therapie geeignet.
- (Vorübergehende) extrakardiale Stimulation: In der Anfangszeit der Schrittmachertherapie wurde die Elektrode direkt auf das Herz genäht. Heute wird eine vorübergehende Stimulation von der Außenseite des Herzens nur nach kardiochirurgischen Eingriffen durchgeführt. Die Elektrodenkabel werden am unteren Ende des Brustbeins durch die Haut nach außen geführt.
- Intrakardiale Stimulation durch Implantat: Der Herzschrittmacher wird oberhalb der rechten oder linken Brust unterhalb des Schlüsselbeines zumeist unter die Haut (subkutan) oder bei hageren Patienten unter den großen Brustmuskel (submuskulär) implantiert. Die Elektroden werden transvenös zum rechten Vorhof oder rechten Ventrikel geführt (beim biventrikulären Schrittmacher wird eine dritte Elektrode über den rechten Vorhof und den Koronarvenensinus zur Posterolateralwand des linken Ventrikels vorgeschoben). Diese Art der Implantation eines Herzschrittmachers ist die in der Praxis am häufigsten angewendete.
- Kabellose Herzschrittmacher (Leadless Pacemaker): Seit einigen Jahren werden auch kabellose Schrittmacher in klinischen Studien erforscht, die mittels Herzkatheter direkt im Ventrikel platziert und dort an der Herzwand fixiert werden.[40][41] Das Verfahren soll Komplikationsraten senken. Neben Einkammerschrittmachern werden auch Zweikammersysteme entwickelt.[41]

### Typen von permanenten Herzschrittmachern

#### NBG-Schrittmachercode
Die heute angebotenen Schrittmacher folgen dem seit 1988 geltenden und 2002 revidierten NBG-Code und lassen sich in mehrere Gruppen einteilen, die mit maximal fünf (meistens nur den ersten drei) Buchstaben abgekürzt/bezeichnet werden.
Der erste Buchstabe gibt den Stimulationsort an: Die Buchstaben orientieren sich dabei an der Lage der Elektroden bzw. der Stimulation. „A“ für Stimulation im Atrium (Vorhof), „V“ (früher „B“) steht für Stimulation im Ventrikel (Herzkammer), „D“ (dual) für Stimulation in Vorhof und Kammer. „S“ (englisch single) steht für eine Einkammerstimulation, wenn der Schrittmacher noch nicht implantiert und daher noch nicht auf Atrium oder Ventrikel festgelegt ist. „0“ steht für „keine Stimulation“.
Der zweite Buchstabe gibt den Detektionsort an: Hier werden ebenfalls „A“ für Detektion im Atrium, „V“ für Detektion im Ventrikel, „D“ (dual) für Detektion in beiden Herzbereichen, „S“ (single) für eine Einkammerdetektion und „0“ für „keine Detektion“ (bei asynchroner Stimulation) verwendet.
Der dritte Buchstabe gibt die Betriebsart des Schrittmachers an. Man unterscheidet zwischen „I“ (Inhibition; englisch inhibited, „gehemmt“) und „T“ (Triggerung; englisch triggered, „ausgelöst“): Im inhibierten Modus wird die Abgabe eines Impulses bei herzeigener Aktivität unterdrückt, im getriggerten Modus führt ein im Atrium registriertes Signal zur Impulsabgabe im Ventrikel. „D“ (dual) heißt auch hier wieder, dass jeweils beide Modi unterstützt werden, d. h., im Falle eines Impulses in Vorhof oder Kammer werden die entsprechenden Stimulationen inhibiert und, falls ein AV-Block vorliegt, wird durch eine im Vorhof registrierte Aktion die Stimulation im Ventrikel ausgelöst (getriggert). „0“ bedeutet, dass keiner von beiden Modi unterstützt wird. Die Bezeichnung „R“ (Reserve) bezeichnet(e) die Aktivierung durch eine hohe, aber nicht durch eine zu niedrige Herzfrequenz.
Der vierte Buchstabe beschreibt die Programmierbarkeit, Telemetrie und Frequenzadaption. „0“ bedeutet, dass der Schrittmacher nicht programmierbar ist. Mit „P“ (englisch Programmable, „programmierbar“) bezeichnet sind Schrittmacher, die eine Programmierbarkeit von maximal zwei Funktionen erlauben, und mit „M“ (englisch Multi programmable, „mehrfach programmierbar“) solche von mehr als zwei Funktionen. „C“ (englisch Communication, „Kommunikation“) zeigt die Möglichkeit der Datentelemetrie an und „R“ (englisch Rate modulation, „Ratenmodulation“) die Möglichkeit der Anpassung der Schrittmacherfrequenz an ein belastungsinduziertes Signal. Seit der Revision des NBG-Schrittmachercodes 2002 sind „P“, „M“ und „C“ nicht mehr offiziell verwendbar, zumal diese Funktionen bei jedem modernen Herzschrittmacher eine Selbstverständlichkeit geworden sind.
Der fünfte und letzte Buchstabe bezeichnet den Ort der Multisite-Stimulation (Mehrstellen-Stimulation). „A“ bedeutet Stimulation an mehr als einer Stelle im rechten Atrium (oder Stimulation im rechten und linken Atrium). „V“ steht für die Stimulation an mehr als einer Stelle im rechten Ventrikel oder biventrikuläre Stimulation (Stimulation im rechten und linken Ventrikel). „D“ steht für Multisite-Stimulation in Atrium und Ventrikel. „0“ bedeutet keine Multisite-Stimulation, weder im Atrium noch im Ventrikel. Vor der Revision des Schrittmachercodes 2002 gab der fünfte Buchstabe die antitachykarde Funktion wieder. „0“ bedeutet keine antitachykarde Funktion, „P“ (englisch Pacing, „Taktgebung“) antitachykarde Stimulation, „S“ (Schock) und „D“ (dual) Pacing und Schock. Gelegentlich wird diese veraltete Nomenklatur noch gebraucht.

#### Einkammerschrittmacher

##### V00/A00
Der Schrittmachermodus V00/A00 wird heute nicht mehr eingesetzt, sondern höchstens noch als Notlösung bei Dysfunktion eines anderen Modus verwendet oder in besonderen Situationen, wie z. B. während einer Kernspintomografie. Der Schrittmacher stimuliert festfrequent (asynchron) und ohne jegliche Detektion entweder den Vorhof oder den Ventrikel. Die Nachteile sind:
- Eine Stimulation in die vulnerable Phase (des Vorhofs/Ventrikels) ist möglich (Gefahr von gefährlichen Herzrhythmusstörungen).[46]
- Die fehlende Synchronität zwischen Vorhof und Ventrikel kann bei V00 zum Schrittmachersyndrom führen.[47]
- Die Stimulation unabhängig von eventueller vorhandener natürlicher Herzaktivität ist aus energetischer Sicht ungünstig und kann die Lebensdauer des Implantats verringern.
- Es erfolgt keine Anpassung an die benötigte Leistung (Frequenzadaption).
- Parasystolien sind möglich, eine Art von Arrhythmie, die durch das Vorhandensein eines sekundären Schrittmachers im Herzen gekennzeichnet ist, der parallel zum natürlichen Schrittmacher (SA-Knoten) arbeitet. Diese entstehen durch die Konkurrenz zwischen intrinsischer Aktivität und stimulierter Aktivität.[48]

Auch moderne Schrittmacher schalten zu Kontrollzwecken bei Magnetauflage vorübergehend in den V00/A00- (bzw. bei Zweikammerschrittmachern D00-) Modus.

##### VVI / VVIR
Der ventrikuläre Einkammerschrittmacher mit dem als VVI bezeichneten Schrittmachermodus (auch als VVIR mit Frequenzadaption möglich) ist nach wie vor einer der am häufigsten verwendeten Schrittmachertypen. Allerdings liegt der Anteil dieses Schrittmachertyps mittlerweile weit hinter den Zweikammer-Modellen (typischerweise DDD) zurück, zumindest in westlichen Industrienationen. So fiel in den USA der Anteil des VVI-Schrittmachers zwischen 1994 und 2009 von 36 % auf nur noch 14 % ab, während im gleichen Zeitraum die Verwendung der DDD-Geräte von 62 % auf 82 % zunahm. Im Jahr 2020 entfielen in Deutschland noch 15,1 % der Implantationen auf den VVI-Schrittmacher. Dieser Anteil ist im Vergleich zu den Vorjahren leicht gesunken (2019: 15,8 %; 2018: 16,7 %). Im gleichen Jahr entfielen jedoch 76,5 % der Implantationen auf die DDD-Modelle (2019: 76,8 %; 2018: 77,4 %). Der Einsatz der Schrittmachermodi VVI bzw. VVIR wird für folgende Einsatzgebiete als optimal angesehen:
- Die einzige Situation, für die der VVI-Modus noch als Standard empfohlen wird, ist der paroxysmale AV-Block bei gleichzeitigem permanenten Vorhofflimmern. Auch hier gilt die Empfehlung nur, wenn der VVI-Modus zusätzlich mit einer Frequenzhysterese kombiniert wird. In allen weiteren Fällen gilt der Einsatz des VVI-Modus nur bei Vorliegen einer signifikanten Komorbidität zusätzlich zur vorliegenden Rhythmusstörung als empfehlenswert. Ist diese nicht gegeben, sollten andere Stimulationsmodi bevorzugt werden. Wird diese Einschränkung beachtet, ist der reine VVI-Modus auch noch bei persistierendem Sick-Sinus-Syndrom (SSS) ohne gleichzeitiges Vorliegen einer Unfähigkeit zur Herzfrequenzsteigerung (sog. chronotrope Inkompetenz) sowie bei persistierendem AV-Block ohne gleichzeitiges SSS empfohlen. Außerdem kann im Falle eines paroxysmalen AV-Blocks der VVI-Modus mit Einsatz einer Frequenzhysterese in Erwägung gezogen werden. Die Nachteile der reinen VVI-Stimulation sind die fehlende Synchronität zwischen Vorhof und Ventrikel, die zum Schrittmachersyndrom führen kann und das im Gegensatz zum VVIR-Modus keine Anpassung an die benötigte Leistung erfolgen kann.
- Der VVIR-Modus, der über einen im Schrittmacher integrierten Sensor eine Anpassung der Stimulationsfrequenz an Belastungssituationen ermöglicht, wird als Standard zur Behandlung des persistierenden AV-Blocks mit permanentem Vorhofflimmern empfohlen. Existiert ein Grund eine zweite implantierte Sonde zu vermeiden (z. B. niedriges Lebensalter oder eingeschränkte venöse Zugangsmöglichkeit), kann der VVI/VVIR-Schrittmacher statt eines ansonsten bevorzugt empfohlenen Zweikammerschrittmachers auch bei Patienten mit folgenden Indikationen Verwendung finden: bei Vorliegen einer Kombination aus persistierendem AV-Block und SSS oder, bei außerdem signifikanter Komorbidität, bei persistierendem SSS mit bestehender chronotroper Inkompetenz.

VVI-Schrittmacher wird als Bedarfsschrittmacher eingesetzt: Fällt die Ventrikelaktivität zeitweise oder ganz aus, wird nach Ablauf eines eingestellten Stimulationsintervalls ein Impuls über die Elektrode in den Ventrikel abgegeben. Bei ausreichender Ventrikelaktivität ist der Schrittmacher nicht aktiv (inhibiert).

##### AAI
Der Vorhofschrittmacher AAI (bezogen auf Vorhofstimulation und -detektion, AA, sowie Inhibition, I), genannt auch Vorhof-Demand-Schrittmacher, ist das Gegenstück auf Vorhofebene. Er ist ein sogenannter physiologischer Schrittmacher, weil er beim Sinusknotensyndrom die fehlende Erregungsbildung nachbildet und die Erregungsleitung den natürlichen Weg gehen lässt. Indiziert ist er damit nur in den Fällen, in denen das Erregungsleitungssystem voll funktionsfähig ist und eine ungestörte atrioventrikuläre Überleitung gegeben ist. Beim reinen Sinusknotensyndrom stellt er den idealen Stimulationsmodus dar. Aufgrund der Tatsache, dass ein Teil der Patienten mit Sinusknotensyndrom im Verlauf auch einen AV-Block entwickeln, ist dieser Schrittmachermodus heutzutage nicht mehr üblich.

##### SSI
Einkammerschrittmacher werden auf der Verpackung oder in der Spezifikation auch als SSI bezeichnet, wobei das „S“ jeweils für single steht, also ein Einkammergerät. Damit wird der Tatsache Rechnung getragen, dass der Schrittmacher sowohl im Vorhof als auch im Ventrikel eingesetzt werden kann.

#### Zweikammerschrittmacher

##### (VAT)
Der VAT-Schrittmacher war der erste Zweikammerschrittmacher, der eine Synchronisation zwischen Vorhof und Ventrikel bei AV-Blockierungen gewährleisten konnte und so das bis dahin ungelöste Problem des so genannten Schrittmachersyndroms lösen konnte. Er detektiert Impulse im Vorhof und stimuliert dementsprechend dann im Ventrikel. Leider ist er im Ventrikel für Eigenaktionen „blind“. Es gibt auf dem Markt keine implantierbaren VAT-Schrittmacher mehr.
Die Nachteile sind:
- Wegen der fehlenden Registrierung im Ventrikel ist eine Stimulation in die vulnerable Phase des Ventrikels möglich (Gefahr von gefährlichen Arrhythmien).
- Die Stimulation unabhängig von eventueller natürlicher Herzaktivität ist aus energetischer Sicht schlecht und verringert die Lebensdauer des Implantats.
- Eine ständige Selbsttriggerung ist möglich (schrittmacherinduzierte Tachykardie).

##### (DVI)
Der DVI-Schrittmacher kann bei Sinusbradykardie und Störungen der Erregungsleitung eingesetzt werden und war hierfür der erste verfügbare Schrittmacher dieser Art. Er gibt immer einen Vorhofimpuls ab und testet anschließend, ob eine Ventrikelerregung auftritt. Sollte dieses nicht der Fall sein, wird dann nach einer einstellbaren Zeitspanne ein Impuls im Ventrikel abgegeben. Reine DVI-Schrittmacher sind heute nicht mehr auf dem Markt.
Die Nachteile sind:
- Eine Stimulation in die vulnerable Phase des Vorhofs ist möglich (Gefahr von atrialen Arrhythmien).
- Die fehlende Synchronität zwischen Vorhof und Ventrikel bei Eigenaktivität im Vorhof und zusätzlicher AV-Blockierung kann zum Schrittmachersyndrom führen.
- Es ist keine Anpassung an die benötigte Leistung möglich (Frequenzadaption).

##### VDD
Der VDD-Schrittmacher stellt eine Sonderform des Zweikammer-Schrittmachers dar. Er kann im Vorhof nur detektieren, aber nicht stimulieren und ist daher nur angezeigt beim AV-Block mit erhaltener Vorhofaktivität. Er benötigt nur eine Elektrode mit der Spitze im rechten Ventrikel, die die Vorhofsignale über zwei frei schwimmende Elektrodenringe an der Elektrode in Höhe des Vorhofes aufnimmt. Die Beschränkung auf eine Elektrode vereinfacht und verkürzt die Implantation.
Die Nachteile sind:
- Sofern die Vorhoffrequenz niedriger als die Grundfrequenz oder gar keine Aktivität des Vorhofs vorhanden ist, arbeitet er funktionell im VVI-Modus und hat dann dieselben Nachteile wie ein VVI-Schrittmacher.
- Die Vorhofsignale werden oft nur mit kleiner Amplitude wahrgenommen, weil die Elektrode im Vorhof dem Myokard nicht direkt anliegt.

##### DDD
Der DDD-Schrittmacher ist eine Vereinigung der Schrittmachertypen VVI, AAI und VAT und kommt der physiologischen Funktion des Herzens am nächsten. Der Schrittmacher stimuliert im Vorhof, wenn nach dem eingestellten Zeitintervall dort keine Eigenaktion wahrgenommen wurde. Wenn nach dem eingestellten AV-Intervall nach einer stimulierten oder detektierten Vorhofaktion im Ventrikel keine Aktion wahrgenommen wird, gibt der Schrittmacher dort einen Impuls ab. Eine Herzaktivität im Atrium oder Ventrikel führt, wie auch bei den Einkammerschrittmachern, zur Unterdrückung der Impulsabgabe in der jeweiligen Kammer (Inhibition). Des Weiteren kann der DDD-Schrittmacher detektierte Vorhofaktionen auf die Kammer weiterleiten (getriggert). Dieses ist das Prinzip beim atrioventrikulären Block (AV-Block) und wird VAT-Funktionalmodus genannt.

#### Biventrikulärer Herzschrittmacher

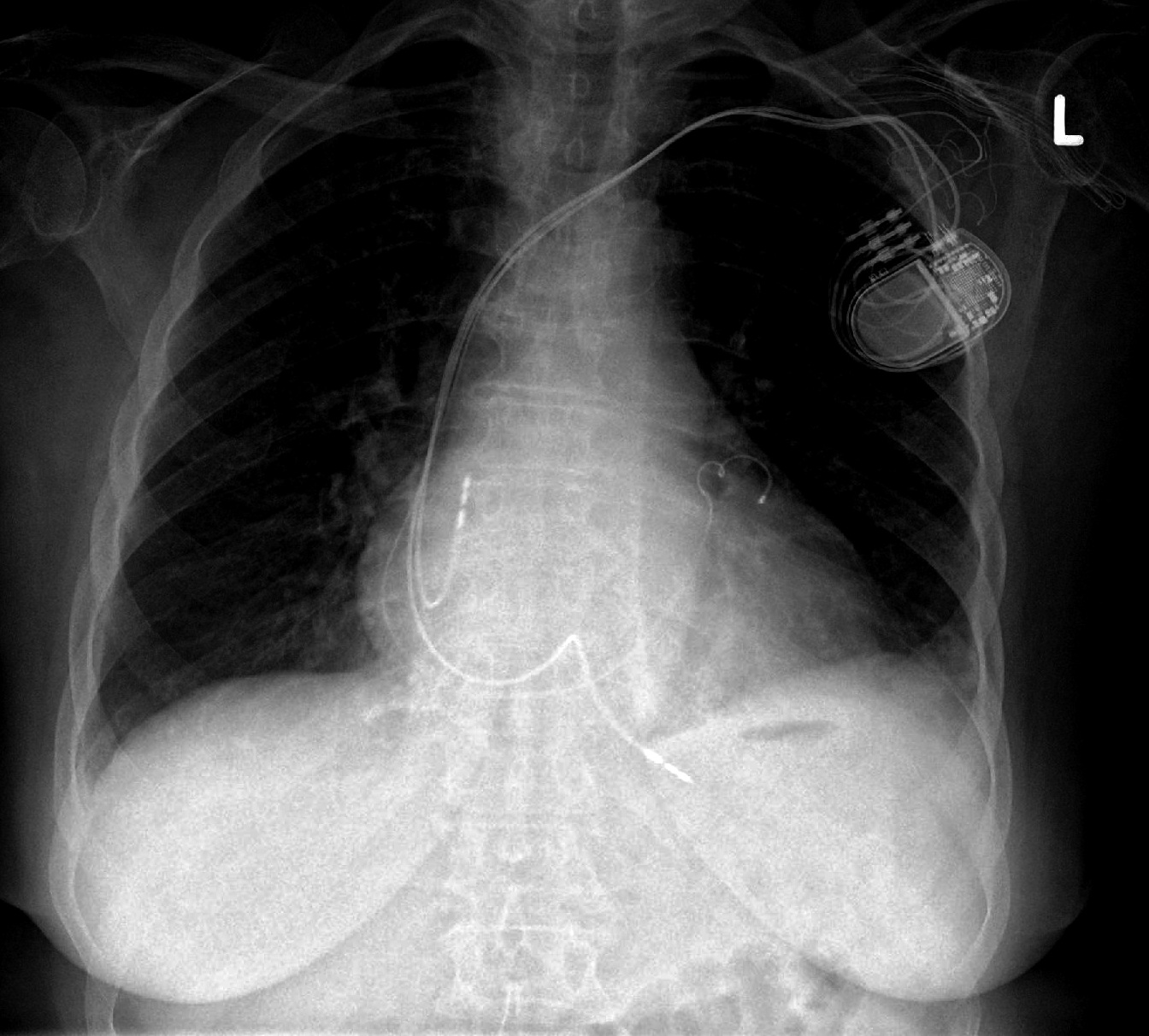
Dreikammerschrittmacher zur kardialen Resynchronisationstherapie, hier ohne implantierten Defibrillator (Bild mit Annotationen)

Zur kardialen Resynchronisationstherapie (CRT) wird geraten bei asynchronem, kardialem Kontraktionsablauf, meistens im Rahmen eines Linksschenkelblock, und gleichzeitig hochgradig eingeschränkter Pumpfunktion mit symptomatischen Verlauf, das heißt die eine eingeschränkte kardiale Belastbarkeit des Schweregrades II, III oder IV nach NYHA-Klassifikation mit sich führt. Es konnte eine Verbesserung der kardialen Pumpfunktion, der körperlichen Belastbarkeit, der Lebensqualität und des Überlebens, insbesondere in Kombination mit einer Funktion als Implantierbarer Kardioverter-Defibrillator, belegt werden. Hierzu wird eine dritte Elektrode venös über den Koronarvenensinus in Höhe der Seitenwand (posterolateral) der linken Herzkammer eingebracht. Beim Linksschenkelblock kontrahiert sich zuerst die Kammerscheidewand (Septum) und verspätet die Posterolateralregion, was zum ineffizienten Pendelfluss innerhalb der Herzkammer führt und erheblich zu einer reduzierten Auswurfleistung beitragen kann. Durch die vorzeitige Stimulation der verspätet erregten Posterolateralwand kann der gestörte ventrikuläre Kontraktionsablauf wieder resynchronisiert werden.

#### Frequenzadaption
Jeder Herzschrittmachertyp lässt sich mit einem Sensor versehen, der auf unterschiedlichste Art versucht, die Stimulationsfrequenz an den aktuellen Bedarf anzupassen. So sollte bei körperlicher Anstrengung die Herzfrequenz ansteigen. Im Einsatz sind viele unterschiedliche Prinzipien. Der verbreitetste Sensortyp ist der sogenannte „Wackelsensor“, der auf Erschütterungen reagiert (Piezokristall, Akzelerometer), des Weiteren gibt es unter anderem den QT-Sensor, den Atemminutenvolumensensor und einige andere mehr. Es gibt mittlerweile auch Schrittmacher, die 2 Sensoren besitzen, um Vorteile der einzelnen Prinzipien zu kombinieren und Nachteile zu mildern (Zweisensor-Schrittmacher) z. B. Boston Scientific Altrua. Als recht physiologisch hat sich die Closed-Loop-Stimulation (CLS) gezeigt. Bei dieser Art der Frequenzanpassung wird nicht nur auf physische Belastungen reagiert, sondern auch bei mentaler Belastung eine Frequenzanpassung durchgeführt. Gerade der ältere, meistens körperlich nicht mehr so aktive Patient profitiert vom CLS. Der CLS-Algorithmus geht allerdings mit dem Nachteil einher, dass eine rechtsventrikuläre Stimulation erforderlich ist.

### Temporäre Herzschrittmacher
Prophylaktisch oder therapeutisch finden auch temporäre Schrittmacher Anwendung. Sie unterscheiden sich wie andere Schrittmachertypen auch unter anderem durch die Platzierung der Stimulationselektroden:
- externe transthorakale Stimulation,
- transösophageale Stimulation,
- transgastrale Stimulation,
- intrakardiale Stimulation.

Haupteinstellungen des temporären Schrittmachers:
- Frequenz: etwa 20/min bei prophylaktischer Indikation („on demand“), 70–90/min bei Schrittmacherabhängigkeit
- Sensing-Schwelle (Sensitivität): 0–6 mV
- Pacing-Schwelle: unter 1,5 mA bis 15 mA

Temporäre Schrittmacher eignen sich unter anderem zur risikoarmen und ohne Narkose durchführbaren antitachykarden Schrittmachertherapie mittels Hochfrequenzstimulation (Overdrive-Stimulation mit transvenöser Stimulation des rechten Vorhofs oder rechten Ventrikels) als Alternative zur medikamentösen oder elektrischen Kardioversion.
Prophylaktische Einsatzmöglichkeiten:
- Herzinfarkt mit höhergradigen AV-Blöcken
- Neu aufgetretener bifaszikulärer Block
- Alternierende Rechts- und Linksschenkelblöcke
- Rechts- oder Linksschenkelblock bei AV-Block ersten Grades.[55]

## Sicherheitshinweise für Träger von Herzschrittmachern

Verbotszeichen P007 nach DIN EN ISO 7010: Kein Zutritt für Personen mit Herzschrittmachern oder implantierten Defibrillatoren

In seltenen Ausnahmefällen können von einigen Geräten ausgehende elektromagnetische Felder vorübergehende Störungen des Herzschrittmachers verursachen. Anzeichen für eine mögliche Störung können Schwindel, Herzklopfen oder ein unregelmäßiger Puls sein. Sobald der Träger das entsprechende Gerät ausgeschaltet oder sich von der Störquelle entfernt hat, arbeitet ein Herzschrittmacher wieder normal. Es wird empfohlen, beim Einkaufen vorhandene Diebstahlsicherungsanlagen (beispielsweise hinter den Kassen und am Ein- und Ausgang) zügig zu durchqueren und in dem Bereich nicht stehen zu bleiben. Auch sollten elektrische Geräte mindestens 15 bis 20 cm von einem Herzschrittmacher entfernt gehalten werden, beispielsweise Haartrockner, Rasierapparate, Lötkolben, Mobilfunkgeräte, Funksprechgeräte, Bohrmaschinen, Tischsägen, Lautsprecheranlagen, Heizkissen, Fernsteuerungen, Magnete. Es treten jedoch außer bei größeren Magneten (beispielsweise in Magnetmatten gegen Rückenschmerzen oder auch Permanentmagnet-Undulatoren) nur selten Störungen auf. Bei Induktionsherden wird empfohlen, mit dem Herzschrittmacher einen Mindestabstand von 40 cm einzuhalten.
Bisher war die Regel, dass Herzschrittmacherträger die Magnetresonanztomographie (MRT) generell meiden sollten, da diese Geräte starke wechselnde Magnetfelder erzeugen. Hierdurch kann es zu einer Überhitzung der Elektroden mit Anstieg der Reizschwelle, fehlerhafter Stimulation, ggf. mit Auslösung gefährlicher Rhythmusstörungen und Zerstörung des Aggregats kommen. Seit 2011 sind MRT-fähige Schrittmacher auf dem Markt.
Beim Gebrauch von Mobiltelefonen empfiehlt das Bundesamt für Strahlenschutz einen Mindestabstand von 20 cm zum implantierten Schrittmacher. Schnurlos-Telefone gelten als unbedenklich.
Personen mit der notwendigen Kenntnis sind theoretisch in der Lage, Herzschrittmacher und automatische Defibrillatoren (ICD) gezielt zu manipulieren und so beispielsweise Attentate auf Implantatträger zu verüben. Darauf haben US-Computerexperten aus Boston in einer experimentellen Studie hingewiesen.

## Beeinflussung durch elektromagnetische Felder am Arbeitsplatz
Elektromagnetische Felder am Arbeitsplatz können Herzschrittmacher als aktive Implantate so beeinflussen, dass dadurch die Gesundheit der betroffenen Person beeinträchtigt werden kann. Daher müssen Arbeitsplätze von Beschäftigten mit Herzschrittmachern bei der Gefährdungsbeurteilung grundsätzlich gesondert betrachtet werden. Die Beeinflussbarkeit eines implantierten Herzschrittmachers muss im Einzelfall ermittelt werden, um entscheiden zu können, ob Einschränkungen erforderlich sind. Bei der Bewertung sind die Exposition des Betroffenen und die Eigenschaften des Implantates zu berücksichtigen.
Da das Gehäuse von Herzschrittmachergeräten und auch das Körpergewebe für statische und niederfrequente Magnetfelder keine dämpfende Wirkung haben, kann es zu einer Störbeeinflussung durch direkte Einstreuung in das Herzschrittmachergerät kommen. Dabei entspricht die magnetische Feldstärke innerhalb des menschlichen Körpers der Feldstärke, die am selben Ort ohne die Anwesenheit des Körpers gemessen wird.
Ein Herzschrittmacher kann gestört werden, wenn über die Sensingelektrode ein elektrisches Signal ausreichender Spannung und relevanter Signalform an den Eingang des Gerätes gelangt. Ein solches Signal kann durch externe elektrische und magnetische Felder in die Herzschrittmacherelektrode eingekoppelt werden. Die Höhe der Störspannung hängt von den individuellen Parametern des Herzschrittmachers ab. Externe Störfelder können den Herzschrittmacher daran hindern, den Herzeigenrhythmus zu erkennen. In seltenen Fällen kann das zu einer asynchronen Stimulierung des Herzens und zu einer Beeinflussung des Herzrhythmus führen. Durch starke magnetische Felder kann der Herzschrittmacher in den Programmiermodus schalten, d. h. es wird mit einer festen, voreingestellten Frequenz stimuliert. Auch dies kann den Herzrhythmus beeinflussen.
Im Fall eines nicht vorhandenen oder nicht ausreichenden Eigenrhythmus des Herzens muss der Herzschrittmacher Stimulationsimpulse abgeben. Wenn der Herzschrittmacher ein externes Störsignal als Herzeigenrhythmus interpretiert, wird seine Stimulationsfunktion unterdrückt. Eine länger andauernde Inhibition kann zum Tode führen. Bei einem Zweikammerschrittmacher kann ein Störsignal als natürlicher Herzrhythmus im Vorhof interpretiert und der Ventrikel im Rhythmus dieses Signals stimuliert werden. Abhängig von Art und Frequenz des Störsignals können Symptome wie Herzrasen resultieren.

## Magnetmodus

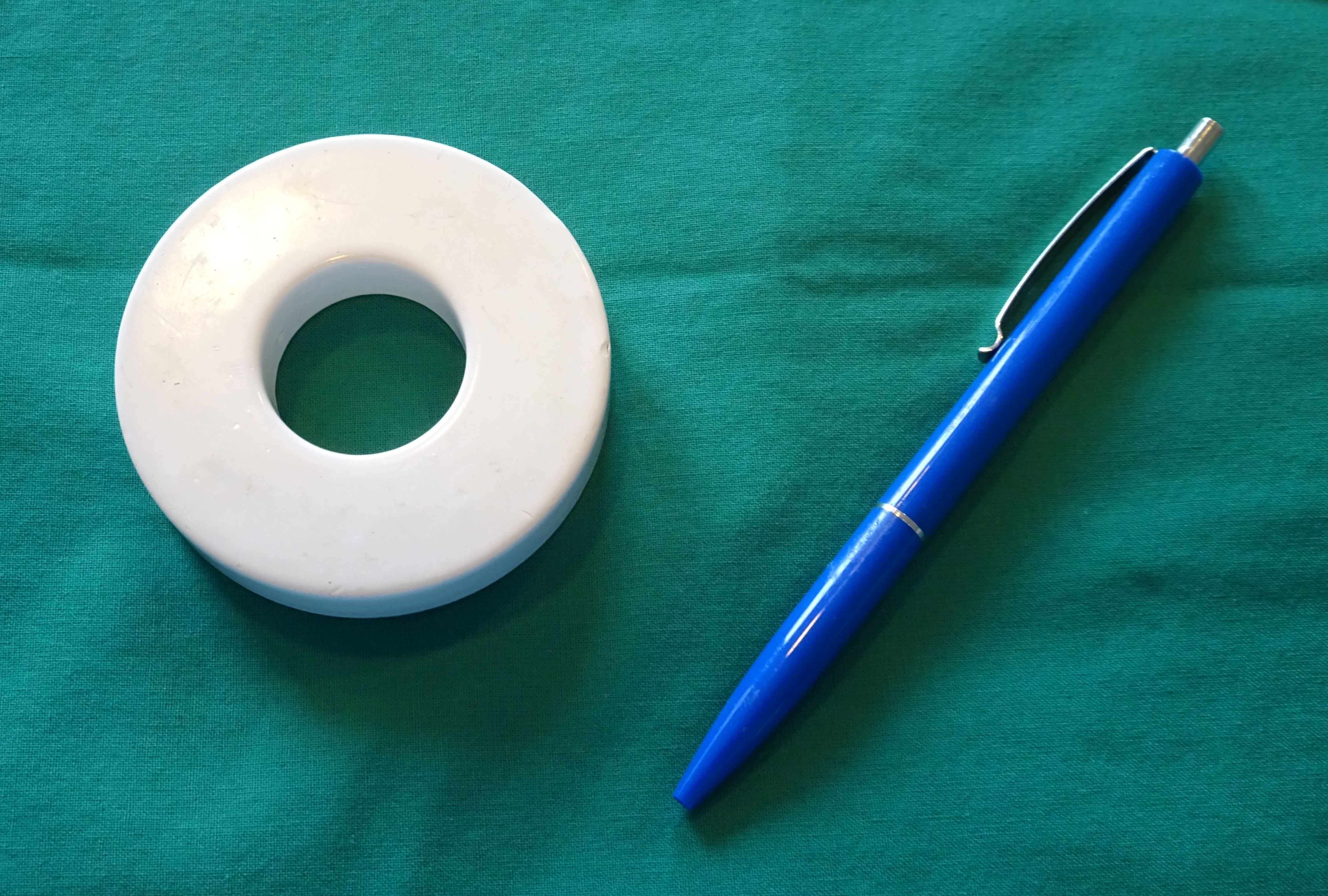
Schrittmachermagnet für implantierte Herzschrittmacher, zum Größenvergleich ein Kugelschreiber.

Die Magnetfunktion des Herzschrittmachers ist ein Notfallmodus. Falls es zu Fehlern bei der Registrierung der Eigenaktionen des Herzens oder anderen Komplikationen kommt, kann man dem Patienten einen Dauermagneten auf den Herzschrittmacher legen. Dieses sollte allerdings nur unter einer EKG-Überwachung erfolgen, da die Magnetauflage eine asynchrone Stimulation (S00 bei Einkammersystemen, bzw. D00-Modus bei Zweikammer-Systemen) zur Folge hat. Eigenaktionen des Herzens werden dann ignoriert (natürlich auch alle möglichen Störsignale), theoretisch ist damit aber auch eine Stimulation des Gerätes in die sogenannte vulnerable Phase des Herzens möglich (das so genannte Spike-auf-T-Phänomen), was lebensbedrohliches Kammerflimmern auslösen kann.
Im Magnetmodus erregen Schrittmacher das Herz starrfrequent mit 60 bis 100 Schlägen pro Minute (je nach Modell und Firma, beispielsweise neuere Medtronic 85 bpm, Guidant 100 bpm, St. Jude 98 bpm, Biotronik 90 bpm, mehrere Modelle mit der programmierten Grundfrequenz) und ignorieren alle Eigenaktionen des Herzens.
Weiterhin stellt die Magnetfrequenz einen (allerdings ungenauen) Marker der noch vorhandenen Batterieladung des Aggregates dar, so dass eine Änderung der Magnetfrequenz auf eine drohende Batterieerschöpfung hinweisen kann. Genaue Informationen zur Magnetfrequenz und deren Aussage finden sich außer in den Gebrauchsanweisungen für den Arzt der Hersteller für die einzelnen Implantate beispielsweise in gesammelter Form in Schriften wie der Herzschrittmacher-Typenkartei, die eine Zusammenstellung der technischen Daten der bekannten Herzschrittmacher, implantierbaren Defibrillatoren und einigen anderen kardialen implantierbaren elektrischen Geräten enthält.
Die Magnetfunktion eines implantierbaren Defibrillators liegt dagegen in aller Regel darin, dass die gegen schnelle aus der Herzkammer kommende Rhythmusstörungen gerichteten Therapien mittels Magnet ausgeschaltet werden. Dies ist etwa bei Operationen sinnvoll, wenn Fehlregistrierungen durch das „elektrische Messer“ drohen, oder auch zur Verhinderung von inadäquaten Schockabgaben bei einer Fehlfunktion des Defibrillators. Diese Funktion ist meist programmierbar und kann in Einzelfällen aber auch dauerhaft ausgeschaltet werden (bei einigen Modellen der Fa. Guidant empfohlen, da in seltenen Fällen „hängende Magnetschalter“ nach Magnetauflage zu einer dauerhaften Unterdrückung der lebensrettenden Schockabgabe im Falle eines Kammerflimmerns hätten führen können).

## Hersteller
Hersteller von Herzschrittmachern sind unter anderem:
- Abbott Laboratories (durch Übernahme 2017 von St. Jude Medical, das wiederum ehemals mit Teletronics, 1994 erfolgte auch die Übernahme von Siemens-Pacesetter)
- Biotronik
- Boston Scientific (übernahm Guidant; Guidant selbst übernahm wiederum zuvor Sulzer-Intermedics und CPI; Cardiac Pacemakers Inc.)
- LivaNova (einschließlich ehemalige ELA Medical und Sorin Biomedica)
- Medtronic (einschließlich Vitatron)
- Osypka Medical (externe Herzschrittmacher)

## Marktanteile in Deutschland
Von den im Jahr 2016 registrierten 77.188 Implantationen in Deutschland stammen nach Angaben des Deutschen Herzschrittmacher-Registers die Herzschrittmacher von folgenden Herstellern:
| Anzahl der HSM | Marktanteile in % | Hersteller                                                                                  |
| -------------- | ----------------- | ------------------------------------------------------------------------------------------- |
| 29.412         | 38,1 %            | Medtronic mit Vitatron                                                                      |
| 24.689         | 32,0 %            | Biotronik                                                                                   |
| 18.079         | 23,4 %            | St. Jude Medical (seit 2017 zu Abbott Laboratories)                                         |
| 3.363          | 4,4 %             | Boston Scientific mit CPI (Cardiac Pacemakers Inc.)/Guidant und Intermedics                 |
| 1.560          | 2,0 %             | LivaNova (vormals Sorin Biomedica und ELA Medical)                                          |
| 85             | 0,1 %             | Sonstige und unbekannt (Osypka, Cook, Implantronik, Medico, CCS, Cardiac Impulse, Stöckert) |